# Gwynfor Evans

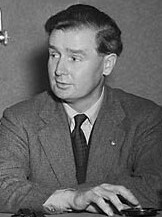
Gwynfor Evans (1951)

Richard Gwynfor Evans (* 1. September 1912 in Barry; † 21. April 2005 in Pencarreg bei Llanbedr) war ein walisischer Politiker der Plaid Cymru, Abgeordneter im britischen Unterhaus und Autor.

## Leben
Gwynfor Evans wurde als Sohn des Kaufhausbesitzers und Rechtsanwaltes Dan Evans in der anglisierten Hafenstadt Barry geboren. Er studierte Jura an der Aberystwyth University und am St John’s College in Oxford. Als Christ und Pazifist verweigerte Evans den Wehrdienst im Zweiten Weltkrieg. Von 1939 bis 1945 war er Sekretär von Heddychwyr Cymru, der christlich-pazifistischen Bewegung in Wales. Seinen Beruf als Rechtsanwalt übte er nicht aus, sondern zog nach Llangadog in Carmarthenshire, den Ort seiner Vorfahren; dort lernte er, – über sein sehr gutes Schulwalisisch hinaus – perfekt walisisch zu sprechen. Llangadog wurde seine Heimat. Mit seinem Bruder Alcwyn betrieb er bis 1982 eine Gärtnerei und verkaufte Gemüse auf dem örtlichen Markt. Vor allem widmete er sich der Politik. Schon als Student war Evans der Plaid Cymru beigetreten. Im Jahre 1945 wurde er Vorsitzender der Partei. Dieses Amt übte er bis zum Jahre 1981 aus. Unter seiner Führung entwickelte sich Plaid Cymru von einem Zirkel von Schriftstellern, Lehrern und Pfarrern zu einer Partei mit einer starken Anhängerschaft in West- und Nordwales.
Am 14. Juli 1966 gewann Gwynfor Evans – unerwartet – die Nachwahl im Wahlkreis Carmarthen. Damit wurde erstmals ein Kandidat der Plaid Cymru ins House of Commons gewählt. Sein Erfolg beflügelte den walisischen Nationalismus und gilt als wegbereitend für den Sieg von Winnie Ewing bei der Nachwahl im schottischen Wahlkreis Hamilton im Folgejahr, der den Aufstieg der Scottish National Party einleitete. Hunderte von Walisern begleiteten Evans nach Westminster, um seinen Einzug in das Parlament zu erleben. 1970 verlor Evans seinen Wahlkreis mit einem Rückstand von 3 Stimmen (= 0,2 Promille) auf den Sieger. 1974 gelang es ihm, den Wahlkreis Carmarthen mit hohem Vorsprung zurückzugewinnen. 1979 konnte die Labour Party den Wahlkreis zurückerobern; bei den folgenden Wahlen trat Evans nicht mehr an.
Denn ein bitterer Rückschlag war die Niederlage bei der Volksabstimmung am 1. März 1979, bei der die Mehrheit der Wähler den Wales Act (An Act to provide for changes in the government of Wales and in the constitution and functions of certain public bodies) ablehnten und damit die vorgesehene Devolution, d. h. die Übertragung bestimmter Gesetzgebungsbefugnisse vom britischen an ein walisisches Parlament. Evans Nachfolger als Parteichef wurde Dafydd Wigley.
Gwynfor Evans widmete sich fortan vor allem dem Erhalt der walisischen Sprache. 1962 war es ihm und seinen Mitstreitern gelungen, einen ersten Rundfunksender in walisischer Sprache aufzubauen, Teledu Cymru. 1980 setzte er durch, dass Sianel Pedwar Cymru (auch Sianel 4 Cymru, S4C, Channel 4 Wales) als Fernsehprogramm in walisischer Sprache geschaffen wurde. S4C ging 1982 auf Sendung. Evans schrieb 16 Bücher über die walisische Geschichte und Kultur. Unermüdlich war er für seine kongregationalistischen Kirchengemeinden tätig. Seit 1954 war er Vorsitzender der Union of Welsh Independents.
1940 heirateten Gwynfor Evans und Rhiannon Prys Thomas; ihnen wurden sieben Kinder geboren.

## Erinnerung
In seiner Geburtsstadt Barry erinnern eine Gedenktafel am Geburtshaus in der Somerset Road und ein Denkmal in der Stadtbücherei an Gwynfor Evans.

## Schriften
- Rhagom i Ryddid. Plaid Cymru, Caerdydd 1964.[5]
- Aros Mae. Gwasg John Penry, Abertawe 1971 (Grundriss der walisischen Geschichte).[6]
  - Englische Ausgabe: Land of my Fathers. 2000 Years of Welsh History. John Penry Press, Swansea 1974, ISBN 0-903701-03-0.
- Byw neu farw? Y frwydr dros yr iaith a'r Sianel deledu gymraeg / Life or death? The struggle for the language and a Welsh T.V. channel. Plaid Cymru, Caerdydd 1980, ISBN 0-905077-12-1 (zweisprachig: walisisch und englisch).
- Diwedd Prydeindod. Y Lolfa, Talybont 1981, ISBN 0-86243-018-6.[7]
- Bywyd Cymro. Gwasg Gwynedd, Caernarfon 1982 (Autobiographie).[8]
  - Englische Ausgabe: For the Sake of Wales. Welsh Academic Press, Caernarfon 1996, ISBN 1-86057-021-6 (übersetzt von Meic Stephens).
- Heddychiaeth Gristnogol yng Nghymru. Cymdeithas y Cymod yng Nghymru, Llangollen 1991, ISBN 0-9517891-0-4 (über die Tradition des christlichen Pazifismus in Wales).
- The Fight for Welsh Freedom. Y Lolfa, Talybont 2000, ISBN 0-86243-515-3.
- Cymru o Hud. Y Lolfa, Talybont 2000, ISBN 0-86243-545-5.[9]
  - Englische Ausgabe: Eternal Wales. Y Lolfa, Talybont 2002, ISBN 0-86243-608-7.

## Weblink
- Website

| Personendaten    | Personendaten                                                      |
| ---------------- | ------------------------------------------------------------------ |
| NAME             | Evans, Gwynfor                                                     |
| ALTERNATIVNAMEN  | Evans, Richard Gwynfor (vollständiger Name)                        |
| KURZBESCHREIBUNG | walisischer Politiker (Plaid Cymru), Mitglied des House of Commons |
| GEBURTSDATUM     | 1. September 1912                                                  |
| GEBURTSORT       | Barry                                                              |
| STERBEDATUM      | 21. April 2005                                                     |
| STERBEORT        | Pencarreg                                                          |